# Хинкс, Алан
Алан Хинкс (англ. Alan Hinkes ; 26 апреля 1954, Норталлертон, Йоркшир в северной Англии) — известный британский альпинист.
Хинкс работал учителем географии и физкультуры, позже отказался от педагогики, чтобы сосредоточиться на скалолазании и альпинизме.
Ныне является единственным британцем, покорившим все 14 восьмитысячников Земли. Входит в число обладателей «Короны Земли» и Каракорума. Восхождение на вершину последнего из восьмитысячников — Канченджанга, он совершил 30 мая 2005 года.

## Восхождения навосьмитысячники
- 1987 — Шишабангма (по новому маршруту по кулуару северной стены, со Стивом Унчем (США))
- 1989 — Манаслу (первое британское восхождение)
- 1990 — Чо-Ойю
- 1991 — Броуд-Пик
- 1995 — Чогори
- 1996 — Эверест (Весной 1996 года  вместе альпинистом М. Дикинсоном, несмотря на ухудшающиеся погодные условия, совершил успешное восхождение на Эверест по печально известной северной стороне. Это было технически сложное восхождение на самый высокий пик в мире, совершённое на фоне ураганных ветров и температуры минус 70 градусов по Цельсию. Три из восьми случаев смерти на Эвересте в тот день пришлись именно на северную стену Джомолунгмы. Именно в это время произошла печально знаменитая трагедия на Джомолунгме в мае 1996 года.)
- 1996 — Гашербрум I
- 1996 — Гашербрум II
- 1997 — Лхоцзе
- 1998 — Нангапарбат (со второй попытки, был травмирован)
- 1999 — Макалу
- 2002 — Аннапурна
- 2004 — Дхаулагири
- 2005 — Канченджанга

Его восхождение на вершину Чо-Ойю оспаривается.

## Награды
- В январе 2006 года за достижения в альпинизме награждён Орденом Британской империи
- Удостоен звания почетного стипендиата Университета Сандерленда (1999)
- Удостоен звания «Человек года Йоркшира» (2005)
- Почётный гражданин Норталлертона (2005)
- Почётный доктор Университета Йорка (2007)